# 四季めぐり号
四季めぐり号（しきめぐりごう）は、神奈川県横浜市旭区内で運行されるコミュニティバス。
隣接する横浜市泉区のコミュニティバス「Eバス」と類似した運行形態を採っており、運行主体は横浜市ではなく民間事業者で、ヒノデ第一交通（保土ヶ谷営業所）が主体となり運行する。

## 沿革
- 2012年4月2日[要出典] - 乗合タクシーとして試験運行を開始。
  - 試験運行に際しては引き受ける交通事業者が現れなかったため、二俣川駅周辺で初めて設立されたタクシー事業者である二重交通株式会社（ふたえこうつう）が名乗りを上げた[1]。当時の二重交通本社は二俣川駅前にあり[1][2]、運行開始時の「四季めぐり号」は二俣川駅と鶴ヶ峰駅を結ぶ路線であった[1]。
- 2012年06月11日 - ダイヤおよび運行形態を変更。
  - 親睦会西停留所・親睦会東停留所を新設。
  - 夕方の時間帯に、二俣川駅前→ふたえ交通前線を新設。
  - 厚木街道以北の地域でフリー降車区間を設ける。
- 2013年04月01日 - 路線バスとなる。それに伴う新車導入により、定員が9名から13名へ増加。
- 2017年～2018年頃 - 二俣川駅前のビジネスホテル誘致のため（後述）、二重交通本社の移転計画が浮上する[1]。
- 2018年10月15日 - 本社移転計画に伴い、二重交通が「四季めぐり号」の運行継続を断念したため、いったん路線廃止となる。
- 2019年04月26日 - 二重交通本社が横浜市瀬谷区三ツ境（三ツ境駅南口）へ移転[3]。
- 2019年06月03日 - 第一交通産業グループのヒノデ第一交通（保土ヶ谷営業所）が、トヨタ・ハイエース（9人乗り）を使用し、新路線にて運行再開。
- 2023年04月28日 - 二俣川駅前の旧二重交通本社ビル跡地（旧「ふたえ交通前」停留所）に、東横イン二俣川北口が開館[1]。

## 運行内容

### 運行事業者
- 運行事業者 - ヒノデ第一交通（保土ヶ谷営業所）
  - 所在地：横浜市保土ケ谷区東川島町19-16[4]
- 過去の運行事業者 - 二重交通株式会社
  - 法人番号：4020001005554[3]
  - 当時の所在地：横浜市旭区本村町26番地7[2]
  - 本社は2019年4月に二俣川駅前から瀬谷区（三ツ境駅南口）へ移転[3]、旧本社跡地には、東横イン二俣川北口が建設された[1]。この本社移転は、二俣川にある神奈川県立がんセンター関係者から「駅周辺にホテルがなく、遠方から来る患者家族の宿泊施設がない」との話を聞き、二重交通が病院に協力する形で、自ら駅前の本社ビルを移転してホテルを誘致したもの[1]。

### 運賃
- 運賃は大人・小人とも300円均一、未就学児は無料。
- 支払いは現金のみ、PASMO・Suicaなどの交通系ICカードは利用不可。
- 横浜市が発行する敬老特別乗車証は利用不可。

## 路線

### 現行路線
二俣川駅と旭中央地区の四季美台・今川町を結ぶラケット形循環路線である。午前と午後で循環方向が逆回りになる。平日のみ運行。
- （二俣川駅前 → 郵便局前 → ）明治牛乳前[注釈 1] → 四季美の丘 → 自動車学校前[注釈 2] → 第二公園前 → 親睦会山頂 → ライスアサヒ前 → 二俣川駅前
午前に運行される反時計回りの路線。2便目を除き、明治牛乳前始発で運行される。
- 二俣川駅前 → ライスアサヒ前 → 親睦会山頂 → 第二公園前 → 自動車学校前 → 四季美の丘 → 明治牛乳前 → 郵便局前 → 二俣川駅前
午後に運行される時計回りの路線。

### 廃止路線（二重交通時代）
運行開始当初は、二俣川駅と鶴ヶ峰駅を結ぶ路線であった。
- 二俣川駅前 → 郵便局前 → 親睦会西 → 親睦会中腹 → 親睦会東 → 第二公園前 → 明治牛乳前 → 四季美マート前[注釈 3] → スーパー三和[注釈 4]
- スーパー三和 → 明治牛乳前 → 第二公園前 → 親睦会東 →親睦会中腹 → 親睦会西 → 郵便局前 → ふたえ交通前[注釈 5]
- 二俣川駅前 → 郵便局前 → 親睦会西 → 親睦会中腹 → 親睦会東 → 第二公園前 → 明治牛乳前 → 四季美マート前 → 郵便局前 → ふたえ交通前（夕方のみ）
二俣川駅と旭中央地区を結ぶ路線。旭中央地区から二俣川駅へ向かう便の終点は、二俣川駅前停留所でなく、ふたえ交通前停留所となっていた。
平日夕方に運行される、通称「循環便」と呼ばれる最終便および最終の1本前の便は、スーパー三和停留所へは向かわず、四季美マート前からふたえ交通前（二俣川駅）方面へ向かう経路をとっていた。四季美マート前停留所はスーパー三和行きとは異なる場所に設置されていた。

## 車両
- 現行車両：トヨタ・ハイエース - ヒノデ第一交通の車両
- 過去の車両：トヨタ・ハイエース - 二重交通の車両